# Доброжаново
Доброжаново (укр. Доброжанове) — село, относится к Беляевскому району Одесской области Украины.
Население по переписи 2001 года составляло 62 человека. Почтовый индекс — 67622. Телефонный код — 4852. Занимает площадь 0,16 км². Код КОАТУУ — 5121080703.

## Местный совет
67622, Одесская обл., Беляевский р-н, с. Березань, ул. 70-летия Октября, 1